# Benjamin Gaillon
François Benjamin Gaillon, né le 2 juin 1782 à Rouen et mort le 4 janvier 1839 à Boulogne-sur-Mer, est un botaniste français spécialiste des plantes marines.

## Biographie
Gaillon fit connaître de bonne heure son penchant pour les sciences naturelles et son application à l’étude de la botanique à laquelle il s’attacha plus particulièrement.
Les plantes si nombreuses et si variées qui se rencontrèrent dans les eaux et les rivages de la mer fixèrent surtout l’attention de Gaillon qui en fit le sujet de plusieurs mémoires adressés aux nombreuses sociétés savantes dont il était le correspondant, parmi lesquelles étaient les Sociétés linnéennes de Paris, de Lyon, de Bordeaux, de Normandie, l’Académie de Rouen et la Société d’émulation de Rouen.
Dans son essai sur la viridité des huîtres, Gaillon détermina, par des observations microscopiques suivies, que la couleur verte qui caractérise à certaines époques de l’année les huîtres déposées dans les parcs, le goût particulier qu’elle acquièrent dans cet état qui le font rechercher de préférence par les gastronomes sont dues à des animalcules infusoires du genre vibrion qui pullulent par myriades à certaines périodes de l’année et dont se nourrissent les huîtres.
Gaillon a également participé, avec Christiaan Hendrik Persoon (1755-1837), Jean-Baptiste Alphonse Dechauffour de Boisduval (1799-1879) et de Louis Alphonse de Brébisson (1798-1872), à la Flore générale de France ou Iconographie, description et histoire de toutes les plantes entreprise par Jean Loiseleur-Deslongchamps (1774-1849) (Ferra jeune, Paris, 1828-1829).

## Publications
- Aperçu d'histoire naturelle et observations sur les limites qui séparent le règne végétal du règne animal, Boulogne, Le Roy-Mabille, 1833
- Aperçu microscopique et physiologique de la fructification des thalassiophytes symphysistées, Rouen, F. Baudry, 1821
- Essai sur les causes de la couleur verte que prennent les huîtres des parcs à certaines époques de l'année, Rouen, P. Périaux père, 1821
- Expériences microscopiques et physiologiques sur une espèce de Conferve marine, production animalisée, et réflexions sur plusieurs autres espèces de productions filamenteuses analogues, considérées jusqu'alors comme végétales, Rouen, F. Baudry, 1823
- Résumé méthodique des classifications des Thalassiophytes, Strasbourg, F.-G. Levrault, 1828

## Sources
- Théodore-Éloi Lebreton, Biographie rouennaise, Rouen, Le Brument, 1865.